# チャベス郡 (ニューメキシコ州)
チャベス郡（Chaves County）は、アメリカ合衆国ニューメキシコ州にある郡。人口は6万5157人（2020年）。郡庁所在地はロズウェルである。郡の名前は、南北戦争中とその後にニューメキシコにいたアメリカ合衆国陸軍大佐のホセ・フランシスコ・チャベス(Jose Francisco Chaves)に由来する。

## 地理
総面積は15,734 km² (6,075 mi² )。陸地面積は15,723 km² (6,071 mi²)で、水面積は11 km² (4 mi²)で全体の0.07%である。

## 近接する郡
- デバカ郡 (ニューメキシコ州) - 北
- ルーズベルト郡 (ニューメキシコ州) - 北東
- リー郡 (ニューメキシコ州) - 東
- エディ郡 (ニューメキシコ州) - 南
- オテロ郡 (ニューメキシコ州) - 南西
- リンカーン郡 (ニューメキシコ州) - 西

## 人口統計
以下は2000年国勢調査における人口統計データである。
| 基礎データ - 人口: 61,382人 - 世帯数: 22,561世帯 - 家族数: 16,085家族 - 人口密度: 4/km² (10/mi²） - 住居数: 25,647軒 - 住居密度: 2/km² (4/mi²) 人種別人口構成 - 白人: 71.95% - アフリカン・アメリカン: 1.97% - ネイティブアメリカン: 1.13% - アジア人: 0.53% - 太平洋諸島系:0.06% - その他の人種: 21.25% - 混血(2人種間以上の): 3.12% - ヒスパニック・ラテン系: 43.83% 世帯と家族（対世帯数） - 全世帯数: 22,561世帯 - 18歳未満の子供がいる:35.60% - 結婚・同居している夫婦: 52.70% - 未婚・離婚・死別女性が世帯主: 13.70% - 非家族世帯: 28.70% - 単身世帯: 24.80% - 65歳以上の老人1人暮らし: 11.60% - 平均構成人数 - 世帯: 2.66人 - 家族: 3.17人 | 年齢別人口構成 - 18歳未満: 29.10% - 18-24歳: 9.40% - 25-44歳: 25.30% - 45-64歳: 21.50% - 65歳以上: 14.70% - 年齢の中央値: 35歳 - 性比（女性100人あたり男性の人口） - 総人口: 95.90人 - 18歳以上: 91.60人 収入と家計 - 収入の中央値 - 世帯: 28,513米ドル - 家族: 32,532米ドル - 性別 - 男性: 26,896米ドル - 女性: 21,205米ドル - 人口1人あたり収入: 14,990米ドル - 貧困線以下 - 対家族: 17.60% - 対人口: 21.30% - 18歳未満: 29.10% - 65歳以上: 13.90% |

## 主な市および町
- ロズウェル（郡庁所在地）
- Dexter
- Hagerman
- Lake Arthur